# Altes Seminar Eckernförde

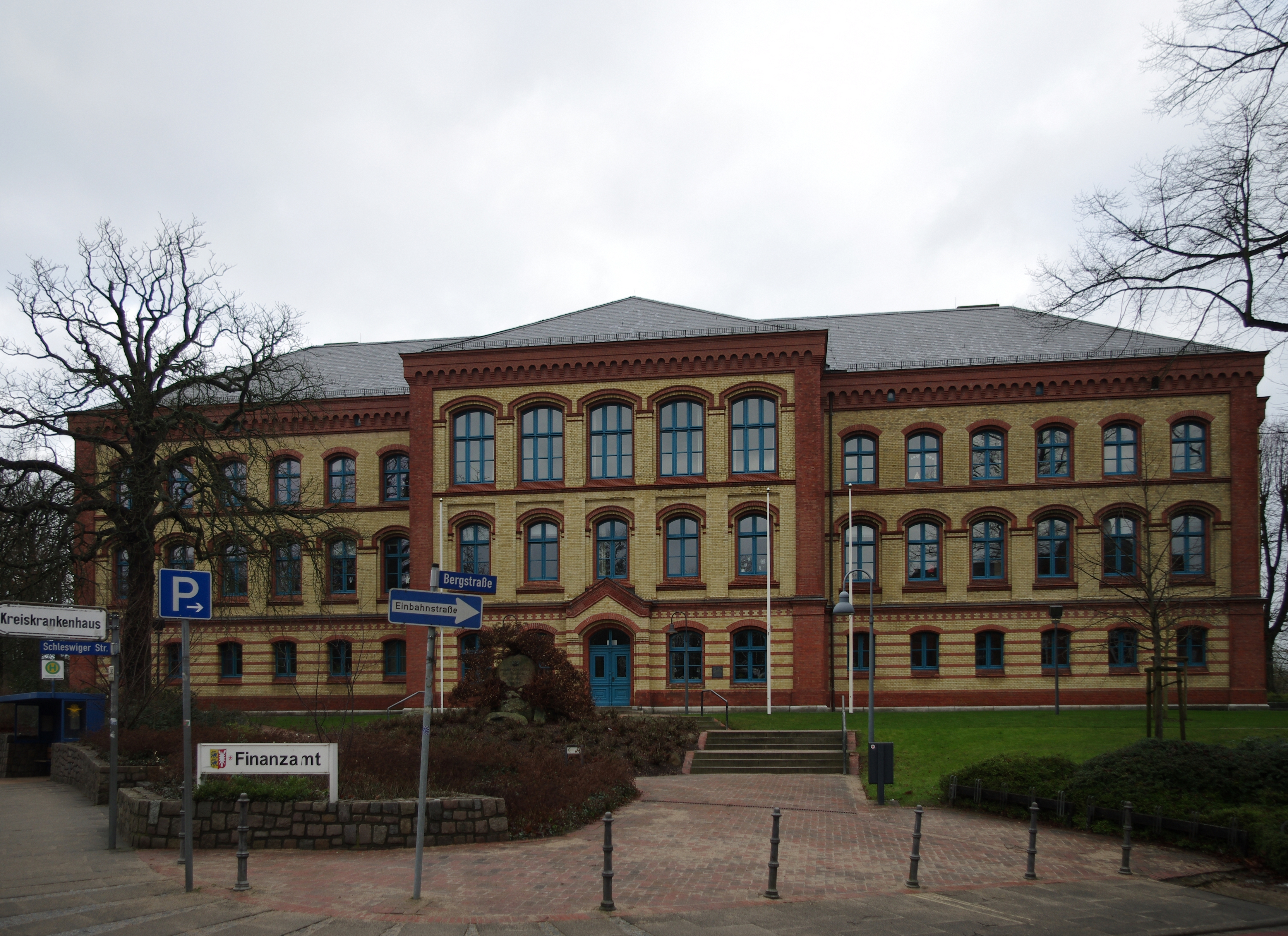
Das alte Seminar in Eckernförde

Das Alte Seminar oder Lehrerseminar ist ein unter Denkmalschutz stehendes Gebäude in Eckernförde.

## Gebäude
In dem in der Bergstraße 50 im Ortsteil Borby gelegenen Gebäude ist heute die Hauptstelle des Finanzamts Eckernförde-Schleswig untergebracht. Gebaut wurde es von 1883 bis 1885 im Stil der Neorenaissance mit für die Zeit typischen Ziegelornamenten. Ein Brand am 7. Februar des Jahres 1922 zerstörte große Teile des Gebäudes. Durch den herrschenden Frost waren die Hydranten nicht benutzbar und Löschwasser musste aus dem zugefrorenen Hafen geholt werden. Zwischen 1982 und 1985 wurde das Gebäude durch den Eckernförder Architekten Günter Haß denkmalgerecht zurückgebaut. Nach 1924 diente das Gebäude zunächst als Landratsamt des Altkreises Eckernförde.

## Seminar
Das Königliche Schullehrerseminar kam 1858 aus Tondern nach Eckernförde. Zunächst in der Kieler Straße beheimatet, zog das Lehrerseminar wegen der Schäden des Ostseesturmhochwassers 1872 schließlich am 11. April 1885 in das neugebaute Gebäude (Architekt: Janert) am Mühlenberg Borbys. Das Seminar wurde 1924 geschlossen.
Die Ausbildung am Königlichen Schullehrerseminar dauerte drei Jahre und konnte erst nach Bestehen einer Eingangsprüfung begonnen werden. Die zukünftigen Lehrer wurden auch zu Organisten und Kantoren ausgebildet. Das spiegelte sich auch im Lehrplan wider, der stark religiös und musikalisch geprägt war. Regelmäßig wurden gemeinsam Gottesdienste in der Borbyer Kirche besucht. Im Seminar wurden festliche Feiern aus Anlass des Sedanstages und der Geburtstage der Deutschen Kaiser abgehalten. Von den insgesamt 72 Männern aus Eckernförde, die sich als Kriegsfreiwillige im Ersten Weltkrieg meldeten, waren 55 Schüler des Seminars.

### Bekannte Schüler (Auswahl)
- August Peter Lorenzen Claussen (später hier auch Lehrkraft)
- Gustav Dehning
- Ferdinand Hoff
- Adolf Jensen
- Willers Jessen
- Hans Peters
- Georg Reimer
- Hermann Otto Stölten
- Dietrich Theden
- Hans Würtz

## Finanzamt Eckernförde
Nach dem denkmalgerechten Rückbau des Alten Seminars zog 1982 das Eckernförder Finanzamt in das Gebäude ein. Es ist heute Hauptsitz des Finanzamtes Eckernförde-Schleswig. Vorgängergebäude des Finanzamtes Eckernförde war ein 1923 vom Reichsbauamt Kiel fertiggestelltes Bauwerk in der Schleswiger Straße 19. Heute dient das Alte Finanzamt unter anderem als Friedhofsverwaltung und Sitz der Kriminalpolizei.

## Erwähnenswertes
- Der westliche Teil der Bergstraße hieß in der Zeit des Bestehens des Seminars: Seminarstraße[6]
- Von 1950 bis 2009 fand jährlich das Radrennen „Rund um das Alte Seminar“ statt.[7]